# Seal Point (udde i Antarktis, lat -71,37, long 170,23)
Seal Point är en udde i Antarktis. Den ligger i Östantarktis. Nya Zeeland gör anspråk på området.
Terrängen inåt land är bergig åt nordost, men åt sydost är den kuperad. Havet är nära Seal Point västerut. Trakten är obefolkad. Det finns inga samhällen i närheten.